# ペナン直轄植民地

ペナン直轄植民地
Crown Colony of Penang (英語)
Jajahan Mahkota Pulau Pinang (マレー語)

国歌: God Save the Queen（英語）
女王陛下万歳

ペナンの位置

ペナン直轄植民地（ペナンちょっかつしょくみんち、英語: Crown Colony of Penang）は、イギリスの直轄植民地である。

## 解説
1826年から1946年までは、海峡植民地の一部だった。その後シンガポールとともにマラヤ連合に編入されるまで、ロンドンの植民地省の直接管理下にある直轄植民地となった。 
第二次世界大戦中、1942年から1945年まで日本軍が占領していた。戦後、海峡植民地が解体された後、ペナンとマラッカはマラヤ連邦の直轄植民地に、シンガポールはマラヤから独立したシンガポール植民地となった。1955年、トゥンク・アブドゥル・ラーマンはイギリスと会談を行い、マラヤ連合（後のマラヤ連邦）との合併によるペナンに於ける統治の終結について話し合った。1957年8月31日にマラヤがイギリスから独立し、ペナンは州としてその一員となった。後にイギリス領ボルネオの他の地域と合併したことによって、マレーシアとなる。